# Landing Helicopter Dock
Pour les articles homonymes, voir LHD.

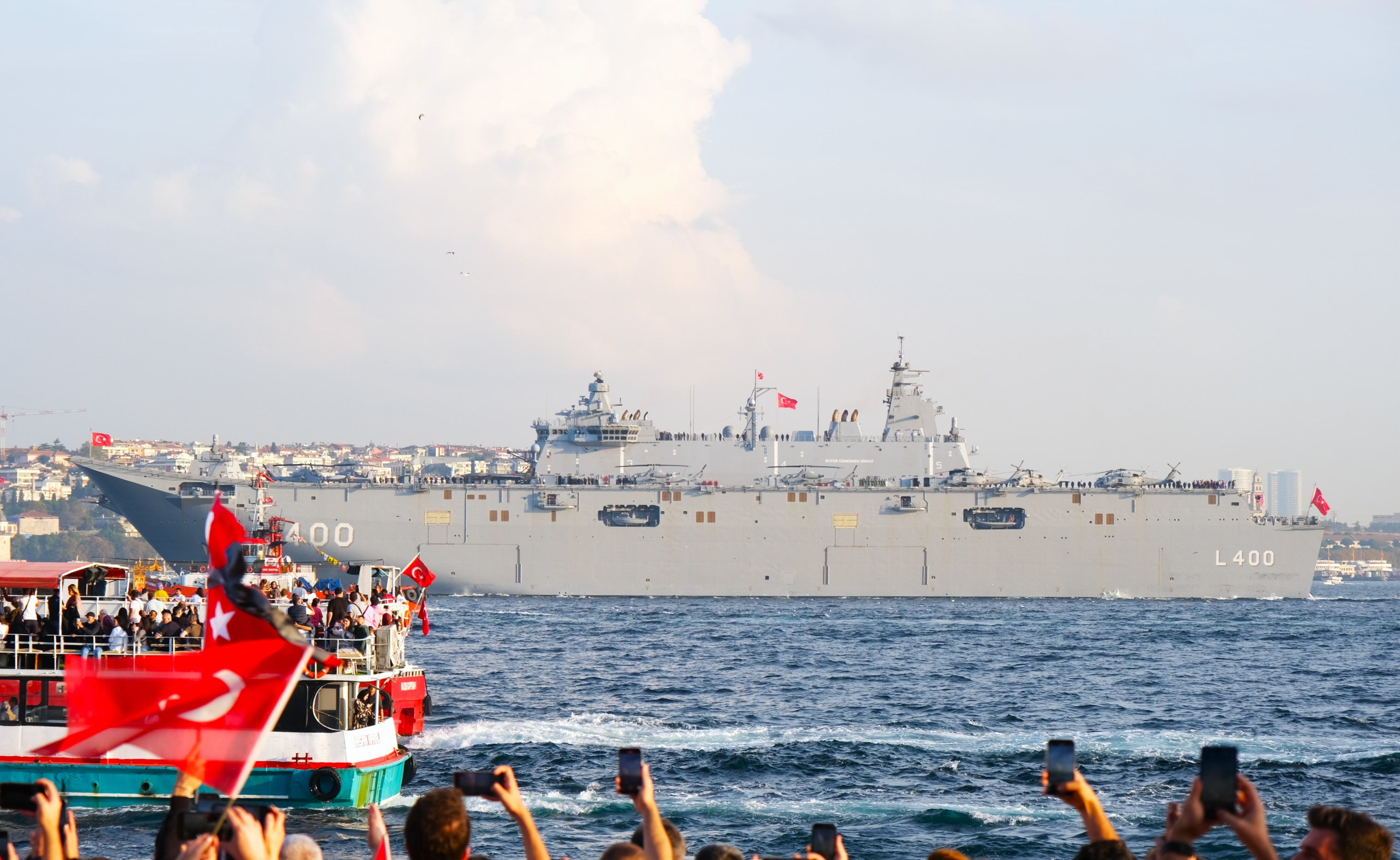
Porte-aéronefs TCG Anadolu

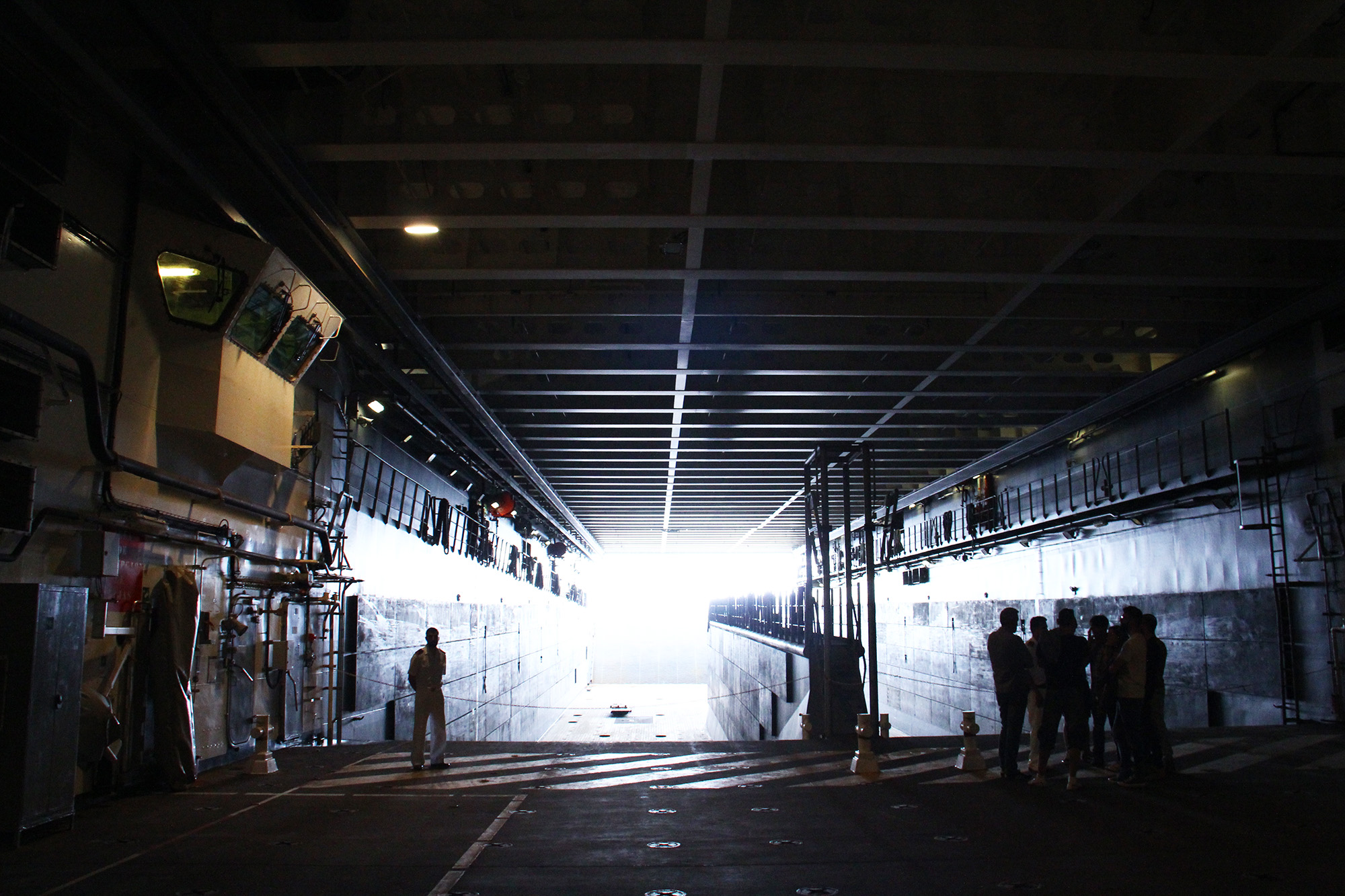
Radier inondable du Juan Carlos I

Un Landing Helicopter Dock (LHD) est la désignation, selon la liste des codes des immatriculations des navires de l'US Navy, pour un navire d'assaut amphibie polyvalent capable de mettre en œuvre des aéronefs — hélicoptères et/ou ADAC/ADAV — et possédant un pont d'envol continu et un radier de grande taille pouvant accueillir notamment de deux à trois LCAC.
On compte parmi ces bâtiments la classe America de l'US Navy, la classe Mistral de la marine française et égyptienne, la classe Juan Carlos I équipant la marine australienne, l'espagnole, et la turque, ainsi que le Trieste de la marine italienne. Pour les marines ne disposant pas de porte-avions, ce type de bateau est généralement le navire amiral.

## Classes de LHD

### En service ou envisagés
- Australie
  - Classe Canberra dérivé du Juan Carlos I espagnole (deux)[1]
- Chine
  - Type 075 1 en service, 2 en construction, 8 prévus.
- Corée du Sud
  - Classe Dokdo (2)
- Égypte
  - Classe Mistral (deux[2]) Reprise de la commande russe à la suite de la rupture du contrat de fourniture par la France en août 2015.
- Espagne
  - Classe Juan Carlos I (un)
- États-Unis
  - Classe America (11 prévus, 2 en service en 2020)
  - Classe Wasp (huit[3])
- France
  - Classe Mistral (trois en service). Un 4e BPC était projeté à l’horizon 2020, mais le Livre blanc sur la défense et la sécurité nationale 2013 a mis fin à ce projet[4].
- Italie
  - Trieste[5]
- Japon
  - Classe Hyūga (2[6]) DDH = Destroyers porte-hélicoptères
  - Classe Izumo (2[6]) DDH = Destroyers porte-hélicoptères
- Pays-Bas
  - Type Enforcer 1800 (un envisagé)
- Turquie
  - TCG Anadolu (L408) dérivé du Juan Carlos I espagnol (un).
- Russie
  - 2 navires Classe Ivan Rogov (projet 23900) prévus